# Parque nacional de Hingol
El Parque nacional de Hingol (en urdu:ہنگول قومی بوستان) cubre aproximadamente 1650 km² y es el mayor de los parques nacionales de Pakistán. Se encuentra en la costa de Makran en Baluchistán a 190 km de Karachi.  El área fue declarada reserva por primera vez en 1988. Porciones de tres distritos de Baluchistán, a saber; Lasbela, Gwadar y Awaran están cubiertos en este parque. 
El parque nacional contiene una gran cantidad de elementos topográficos y de vegetación, que varían desde los áridos bosques subtropicales en el norte a montañas áridas en el oeste. Grandes extensiones del parque nacional Hingol están cubiertas de arena a la deriva y puede ser clasificado como semi-desierto costero. El parque  incluye el estuario del río Hingol con su gran diversidad de especies de aves y peces.

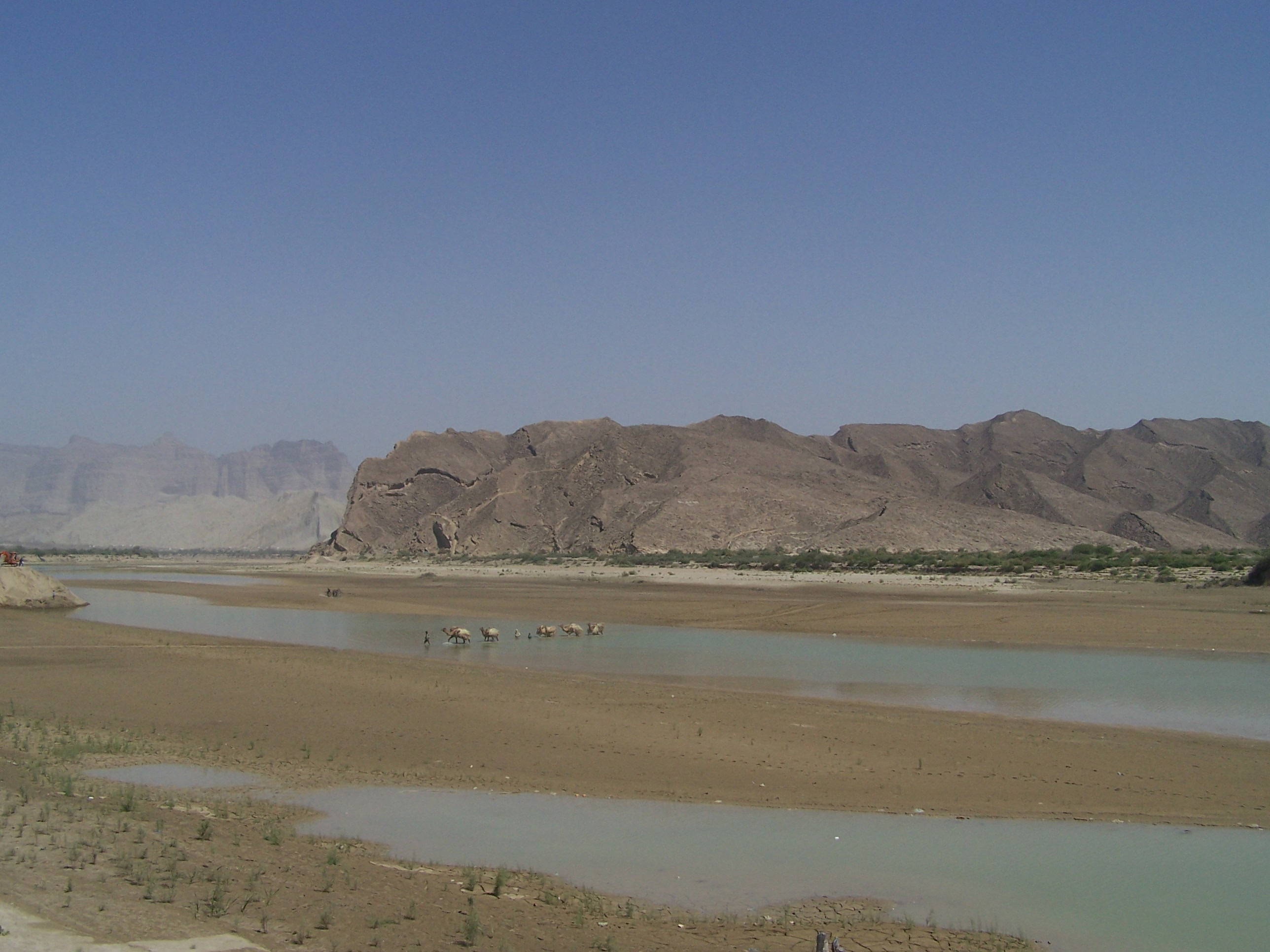
Una caravana de camellos en el parque.